# Lacreme napulitane
Lacreme napulitane è una canzone in napoletano pubblicata nel 1925, conosciuta sia in Italia che all'estero. Dal brano è nata anche una sceneggiata, dall'omonimo titolo.

## Storia
Scritta da Libero Bovio e musicata da Francesco Bongiovanni, la canzone fu presentata per la prima volta da Gennaro Pasquariello nel 1925, tratta il tema dell'emigrazione italiana all'estero. Nel giro di poco tempo la canzone diventò molto popolare, ne nacque anche una sceneggiata.. Negli anni 70/80 Mario Merola ne fa un suo cavallo di battaglia, portando sia il brano che la sceneggiata in tutta Italia e all'estero. Merola oltre ad occuparsi della rappresentazione teatrale, l'avrebbe portata anche al cinema, diretto da Ciro Ippolito.

## Testo della canzone
sta pe' trasi' natale

e a sta' luntano chiu'

me sape amaro

comme vurria appiccia'

duje tre biancale

comme vurria senti' nu zampugnaro

'e ninne mie facitele 'o presepio

e a tavola mettite 'o piatto mio

facite quanno e 'a sera d''a vigilia

comme si' mmiezo a vuje

stesse pur' io

e 'nce ne costa lacreme st' america

a nuje napulitane

pe' nuie ca 'nce chiagnimmo

'o cielo 'e napule

comme e' amaro stu' pane

mia cara madre che sso'

che sso' 'e denare ?

pe' chi se chiagne 'a patria

nun so' niente

mo tengo quacche dollaro e me pare

ca nun so' stato maie tanto pezzente

me sonno tutte 'e notte 'a casa mia

e d''e criature meie ne sento 'a voce

ma a vuje ve sonno comme 'a 'na maria

cu 'e spade 'mpietto

'nnanze 'o figlio 'ncroce

e 'nce ne costa lacreme st' america

a nuje napulitane

pe' nuje ca 'nce chiagnimmo

'o cielo 'e napule

comm' e' amaro stu' pane

m'avite scritto

che Assuntulella chiamma

chi l'ha lassata

sta' luntana ancora

che v'aggia di'

si 'e figlie vonno 'a mamma

facitela turna' a chella signora

je no nun torno me ne resto fore

e resto a fatica' pe tutte quante

je ch'aggio perzo 'a casa patria e onore

je so' carne 'e maciello so' emigrante

e 'nce ne costa lacreme st' america

a nuje napulitane

pe' nuje ca 'nce chiagnimmo

'o cielo 'e napule

comme e' amaro stu pane»

## Interpretazioni
Alla prima interpretazione del brano di Pasquariello fanno seguito quelle di numerosi artisti sia della canzone napoletana che della musica leggera italiana. In particolare, negli anni 70 viene incisa da Mario Merola, che ne fa un suo cavallo di battaglia, sia in teatro che al cinema.
Tra gli interpreti del brano:

- Sergio Bruni
- Carlo Buti
- Fausto Cigliano
- Gigi D'Alessio
- Nino D'Angelo
- Sal da Vinci
- Giuseppe Di Stefano
- Gabriella Ferri
- Nino Fiore
- Angela Luce
- Mario Merola
- Mina
- Roberto Murolo
- Nino Nipote
- Gennaro Pasquariello
- Massimo Ranieri
- Giacomo Rondinella
- Gabriele Vanorio
- Carmelo Zappulla[senza fonte]

## Cinema
Il brano viene cantato nel film Catene (1949), diretto da Raffaello Matarazzo, da Roberto Murolo che, in una comparsata, impersona un emigrante.
Il brano viene cantato da Mario Merola nella sceneggiata cinematografica del 1981 intitolata Lacrime napulitane, diretto da Ciro Ippolito.